# Letališče Brač
Letališče Brač je letališče na Hrvaškem, ki leži na otoku Brač. Večje mesto v bližini je Bol, po katerem je letališče tudi poimenovano.